# 希貝內
50°43′43″N 29°59′57″E / 50.72861°N 29.99917°E
希貝內（烏克蘭語：Шибене）是位於烏克蘭北部的村莊，由基辅州布恰区的博罗江卡市镇負責管轄。該村面積31.8平方公里，海拔高度138米，2001年人口1,500，人口密度每平方公里47.2人。